# Karl von Waldburg-Wurzach
Karl Maria Eberhard von Waldburg-Wurzach (Bad Wurzach, 8 dicembre 1825 – Stoccarda, 6 marzo 1907) è stato un principe tedesco.

## Biografia

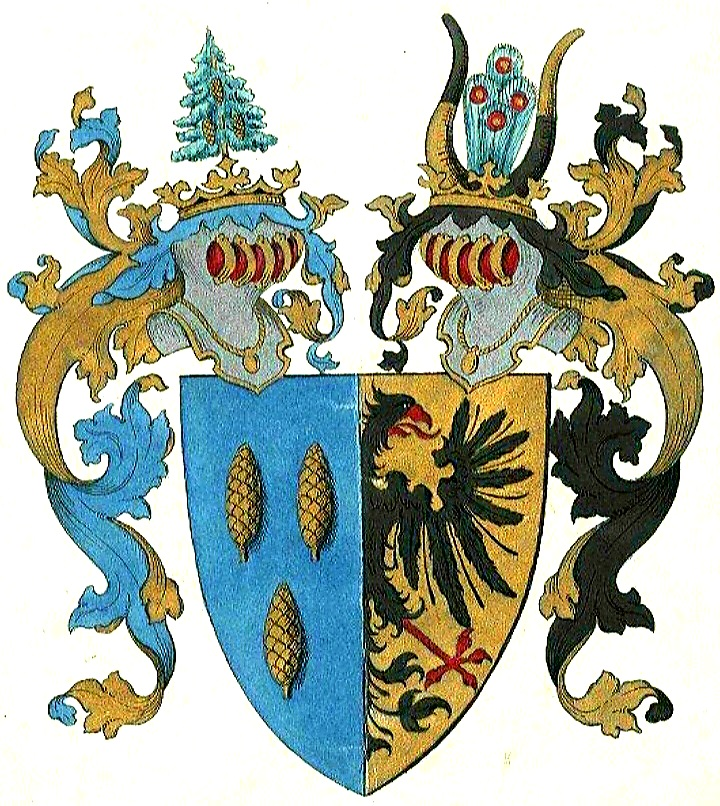
Lo stemma dei baroni di Marstetten, originatisi dal matrimonio morganatico tra Karl von Waldburg-Wurzbach e Marie Louise Laib

Karl era il figlio primogenito del principe Leopold von Waldburg-Wurzach (1795–1861) e di sua moglie, la contessa Maria Josepha Fugger von Babenhausen (1798–1831), figlia a sua volta del principe Anselm Maria Fugger von Babenhausen.
Nel 1856, ancora principe ereditario, venne ammesso nella Camera dei Signori del Württemberg come rappresentante di suo padre, e vi entrò di diritto alla morte di questi nel 1861, quando assunse anche il titolo di principe di Waldburg-Wurzbach. Dal 1863 al 1864 fu inoltre membro del consiglio reale di Baviera.
Nel 1863, Karl si innamorò perdutamente di Marie Louise Laib (1839–1907), una ex prostituta di Stoccarda, figlia del veterinario Karl Christian Laib di Buchenbach, e la sposò con matrimonio morganatico nel 1865. Contemporaneamente, chiese a re Carlo I di Württemberg di concedere a sua moglie il titolo di baronessa agganciato al feudo di Marstetten, già di proprietà della sua famiglia da generazioni. Questo titolo venne riconosciuto dal sovrano con risoluzione del 28 agosto 1888, per Marie Luise e per i suoi eredi. Il tutto venne facilitato dal fatto che già il 6 febbraio 1865 Karl aveva rinunciato ufficialmente ai suoi diritti sul principato di Waldburg-Wurzbach in favore del fratello minore Eberhard. I rapporti con la famiglia principesca del fratello e con la madre però continuarono a rimanere tesi perché già all'epoca della nascita dei  due primi figli, nati prima del suo matrimonio con Marie Louise (rispettivamente nel gennaio del 1859 e nel 1863), si era creato un certo imbarazzo in quanto nei giornali dell'epoca vennero indicati col titolo di principi di Waldburg-Wurzbach.
Dopo la sua abdicazione, Karl si ritirò a vita privata e visse prevalentemente a Stoccarda dove morì nel 1907.

## Matrimonio e figli
Dal matrimonio con Marie Louise Laib nacquero due figli e due figlie.

## Ascendenza
|                                                                |                                         |                                                                 | Genitori                                                            |  |  | Nonni |  |  | Bisnonni                                                        |  |  | Trisnonni                        |  |
|                                                                |                                         |                                                                 |                                                                     |  |  |       |  |  | Eberhard I von Waldburg-Wurzach, I principe di Waldburg-Wurzach |  |  | Franz Ernst von Waldburg-Wurzach |  |
|                                                                |                                         |                                                                 |                                                                     |  |  |       |  |  | Eberhard I von Waldburg-Wurzach, I principe di Waldburg-Wurzach |  |  | Franz Ernst von Waldburg-Wurzach |  |
|                                                                |                                         | Maria Eleonora von Königsegg-Rothenfels                         |                                                                     |  |  |       |  |  | Eberhard I von Waldburg-Wurzach, I principe di Waldburg-Wurzach |  |  |                                  |  |
| Leopold von Waldburg-Wurzach                                   |                                         |                                                                 |                                                                     |  |  |       |  |  | Eberhard I von Waldburg-Wurzach, I principe di Waldburg-Wurzach |  |  |                                  |  |
|                                                                |                                         | Maria Katharina Fugger von Kirchberg-Weissenhorn-Glött          | Sebastian Franz Xaver Joseph Fugger von Kirchberg-Weissenhorn-Glött |  |  |       |  |  |                                                                 |  |  |                                  |  |
|                                                                |                                         | Maria Katharina Fugger von Kirchberg-Weissenhorn-Glött          | Sebastian Franz Xaver Joseph Fugger von Kirchberg-Weissenhorn-Glött |  |  |       |  |  |                                                                 |  |  |                                  |  |
|                                                                |                                         | Maria Katharina Fugger von Kirchberg-Weissenhorn-Glött          | Maria Anna Elisabeth Gabriele von Firmian                           |  |  |       |  |  |                                                                 |  |  |                                  |  |
| Leopold von Waldburg-Wurzach, II principe di Waldburg-Wurzach  |                                         | Maria Katharina Fugger von Kirchberg-Weissenhorn-Glött          |                                                                     |  |  |       |  |  |                                                                 |  |  |                                  |  |
|                                                                |                                         | Anselm Victorian Fugger von Babenhausen                         | Johann Jackob Fugger von Babenhausen                                |  |  |       |  |  |                                                                 |  |  |                                  |  |
|                                                                |                                         | Anselm Victorian Fugger von Babenhausen                         | Johann Jackob Fugger von Babenhausen                                |  |  |       |  |  |                                                                 |  |  |                                  |  |
|                                                                |                                         | Anselm Victorian Fugger von Babenhausen                         | Maria Katharina Euphemia von Törring                                |  |  |       |  |  |                                                                 |  |  |                                  |  |
| Maria Walpurga Franziska Fugger von Babenhausen                |                                         | Anselm Victorian Fugger von Babenhausen                         |                                                                     |  |  |       |  |  |                                                                 |  |  |                                  |  |
|                                                                |                                         | Maria Walpurgis von Waldburg zu Wolfegg                         | Joseph Franz von Waldburg zu Wolfegg                                |  |  |       |  |  |                                                                 |  |  |                                  |  |
|                                                                |                                         | Maria Walpurgis von Waldburg zu Wolfegg                         | Joseph Franz von Waldburg zu Wolfegg                                |  |  |       |  |  |                                                                 |  |  |                                  |  |
|                                                                |                                         | Maria Walpurgis von Waldburg zu Wolfegg                         | Anna Maria Luise Charlotte zu Salm-Reifferscheidt-Dyck              |  |  |       |  |  |                                                                 |  |  |                                  |  |
| Karl von Waldburg-Wurzach, III principe di Waldburg-Wurzach    |                                         | Maria Walpurgis von Waldburg zu Wolfegg                         |                                                                     |  |  |       |  |  |                                                                 |  |  |                                  |  |
|                                                                | Anselm Victorian Fugger von Babenhausen | Johann Jackob Fugger von Babenhausen                            |                                                                     |  |  |       |  |  |                                                                 |  |  |                                  |  |
|                                                                | Anselm Victorian Fugger von Babenhausen | Johann Jackob Fugger von Babenhausen                            |                                                                     |  |  |       |  |  |                                                                 |  |  |                                  |  |
|                                                                | Anselm Victorian Fugger von Babenhausen | Maria Katharina Euphemia von Törring                            |                                                                     |  |  |       |  |  |                                                                 |  |  |                                  |  |
| Anselm Maria Fugger von Babenhausen, I principe di Babenhausen | Anselm Victorian Fugger von Babenhausen |                                                                 |                                                                     |  |  |       |  |  |                                                                 |  |  |                                  |  |
|                                                                |                                         | Maria Walpurgis von Waldburg zu Wolfegg                         | Joseph Franz von Waldburg zu Wolfegg                                |  |  |       |  |  |                                                                 |  |  |                                  |  |
|                                                                |                                         | Maria Walpurgis von Waldburg zu Wolfegg                         | Joseph Franz von Waldburg zu Wolfegg                                |  |  |       |  |  |                                                                 |  |  |                                  |  |
|                                                                |                                         | Maria Walpurgis von Waldburg zu Wolfegg                         | Anna Maria Luise Charlotte zu Salm-Reifferscheidt-Dyck              |  |  |       |  |  |                                                                 |  |  |                                  |  |
| Maria Josepha Fugger von Babenhausen                           |                                         | Maria Walpurgis von Waldburg zu Wolfegg                         |                                                                     |  |  |       |  |  |                                                                 |  |  |                                  |  |
|                                                                |                                         | Eberhard I von Waldburg-Wurzach, I principe di Waldburg-Wurzach | Franz Ernst von Waldburg-Wurzach                                    |  |  |       |  |  |                                                                 |  |  |                                  |  |
|                                                                |                                         | Eberhard I von Waldburg-Wurzach, I principe di Waldburg-Wurzach | Franz Ernst von Waldburg-Wurzach                                    |  |  |       |  |  |                                                                 |  |  |                                  |  |
|                                                                |                                         | Eberhard I von Waldburg-Wurzach, I principe di Waldburg-Wurzach | Maria Eleonora von Königsegg-Rothenfels                             |  |  |       |  |  |                                                                 |  |  |                                  |  |
| Maria Antonia von Waldburg-Wurzach                             |                                         | Eberhard I von Waldburg-Wurzach, I principe di Waldburg-Wurzach |                                                                     |  |  |       |  |  |                                                                 |  |  |                                  |  |
|                                                                |                                         | Maria Katharina Fugger von Kirchberg-Weissenhorn-Glött          | Sebastian Franz Xaver Joseph Fugger von Kirchberg-Weissenhorn-Glött |  |  |       |  |  |                                                                 |  |  |                                  |  |
|                                                                |                                         | Maria Katharina Fugger von Kirchberg-Weissenhorn-Glött          | Sebastian Franz Xaver Joseph Fugger von Kirchberg-Weissenhorn-Glött |  |  |       |  |  |                                                                 |  |  |                                  |  |
|                                                                |                                         | Maria Katharina Fugger von Kirchberg-Weissenhorn-Glött          | Maria Anna Elisabeth Gabriele von Firmian                           |  |  |       |  |  |                                                                 |  |  |                                  |  |
|                                                                |                                         | Maria Katharina Fugger von Kirchberg-Weissenhorn-Glött          |                                                                     |  |  |       |  |  |                                                                 |  |  |                                  |  |